# Procoptodon

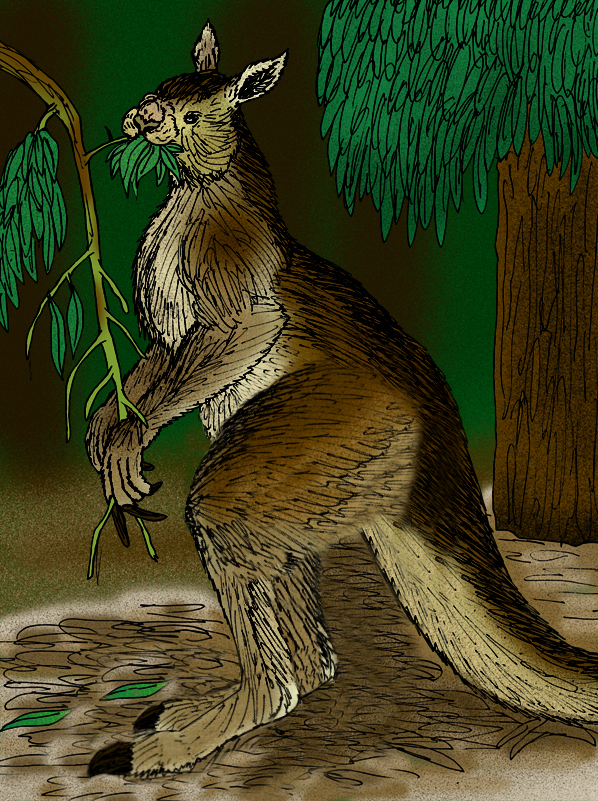
Procoptodon goliah

Procoptodon is een geslacht van uitgestorven gigantische kangoeroes met een kort gezicht die tijdens het Pleistoceen-tijdperk in de open bossen van Australië leefden. P. goliah, de grootste bekende kangoeroe die ooit heeft bestaan, stond ongeveer twee meter. Ze wogen ongeveer tweehonderd tot tweehonderdveertig kilogram. Andere leden van het geslacht zijn echter kleiner; Procoptodon Gilli is de kleinste van alle sthenurine kangoeroes en is ongeveer een meter lang. Er zijn drie tot elf soorten in dit geslacht benoemd.

## Beschrijving
De fysiologie van Procoptodon was waarschijnlijk vergelijkbaar met die van de hedendaagse kangoeroe. Procoptodon goliah werd echter gekenmerkt door zijn grote omvang. Deze sthenurines of kangoeroes met een kort gezicht, bevatten soorten die meer dan drie keer zo groot zijn als de grootste kangoeroes van tegenwoordig. De grootste, P. goliah, was tweehonderdzeventig centimeter lang en woog tot tweehonderdveertig kilogram. Deze dieren leefden naast moderne soorten kangoeroes, maar waren gespecialiseerd in een dieet van bladeren van bomen en struiken. P. goliah kangoeroes waren gigantisch en hadden een kort gezicht, te onderscheiden door hun platte gezichten en naar voren wijzende ogen. Op elke voet hadden ze een enkele grote teen of klauw die enigszins leek op de hoef van een paard. Op deze ongewone voeten bewogen ze zich snel door de open bossen en vlaktes, waar ze gras en bladeren zochten om te eten. Hun voorpoten waren even vreemd; elke voorpoot had twee extra lange vingers met grote klauwen. Ze kunnen zijn gebruikt om takken te grijpen en bladeren op eetafstand te brengen.

## Leefgebied
P. goliah stond vooral bekend om het leven in semi-aride gebieden van Zuid-Australië en New South Wales. Deze omgevingen waren ruw, gekenmerkt door uitgestrekte boomloze zandduinen. Het gebied rond Lake Menindee, in het westen van New South Wales, had echter een koeler, natter klimaat toen Procoptodon bestond. De omgeving was een mozaïek van sclerofylbos, bos, savanne en vlaktes, maar zandduinen zouden zich ook langs de randen van de Menindee hebben gevormd. Versteende voetafdrukken zijn gevonden op Kangaroo Island.

## Leefwijze
In tegenstelling tot de hedendaagse kangoeroes, die bladeren eten, was Procoptodon vooral een graseter; de meeste andere uitgestorven kangoeroes voedden zich met bladeren van bomen. Deze kangoeroe had een kortere snuit dan zijn moderne verwanten, maar was daarentegen wel veel groter: tot drie meter lang en meer dan tweehonderd kilogram zwaar.

## Vondsten
Fossielen van Procoptodon zijn gevonden in onder andere Zuid-Australië (Naracoorte, Nullaborvlakte), New South Wales (Menindeemeer) en Queensland (Darling Downs).
Procoptodon maakte deel uit van de Australische Megafauna.

## Paleobiologie

### Mobiliteit
P. goliah kon niet springen als transportmiddel en zou vanwege zijn gewicht niet voldoende kunnen versnellen. Brede heupen en enkelgewrichten, aangepast om torsie of draaien te weerstaan, wijzen op een rechtopstaande houding waarbij het gewicht door één been tegelijk wordt ondersteund. De brede heupen maakten ook een andere belangrijke aanpassing mogelijk - grote billen - een functie die wordt gedeeld met andere wandelsoorten. Enige dubbelzinnigheid omringt echter de mogelijke voortbeweging van P. goliah. Sommige onderzoeken suggereren dat deze soort misschien wel het grootste springende zoogdier was dat ooit heeft bestaan. Onderzoek suggereert dat het optimale gewicht voor een groot springend buideldier ongeveer vijftig tot zestig kilogram is. Grotere dieren, vooral de massieve P. goliah, lopen aanzienlijk meer risico op peesbreuk tijdens het springen. Als P. goliah zou hebben gereisd door te springen, zou de hoogst mogelijke balans tussen grootte en snelheid zijn hoogtepunt hebben bereikt, omdat zijn lichaam de grootst mogelijke zou zijn om door deze methode van voortbeweging te worden gedragen.
Een meer waarschijnlijke suggestie, gebaseerd op de schijnbare anatomie die is toegestaan door de botstructuur van P. goliah, is dat Procoptodon, in tegenstelling tot moderne kangoeroes, die springers met hoge snelheden zijn en hun staarten gebruiken bij pentapedale voortbeweging met lagere snelheden, wandelen op een manier vergelijkbaar met mensachtigen. Locomotiemechanica en fysiologie zijn onderzocht door onderzoek naar schaalpatronen van muscoskelet. De grootste, P. goliah, was tweehonderdzeventig centimeter lang en woog tot tweehonderdveertig kilogram. Voor P. goliah werd spierstress geïdentificeerd, wat duidt op beperkte motorische vermogens, die een verband blootleggen tussen lichaamsmassa en bewegingsmogelijkheden. Breuken in pezen tonen rek in elasticiteit van spieren in de ledematen, wat bewijs levert dat misschien het veronderstelde vermogen van P. goliah om te springen misschien onwaarschijnlijk is geweest. Vanwege de motorische prestaties is de soort mogelijk kwetsbaar geweest voor menselijke predatie.
Fossielen van gigantische kangoeroes met een kort gezicht zijn gevonden in de fossiele afzettingen van het Naracoorte World Heritage in Zuid-Australië, Lake Menindee in New South Wales, Darling Downs in Queensland en op vele andere locaties. Een full-sized, levensechte replica is permanent tentoongesteld met andere oude inheemse Australische dieren in het Australian Museum. Het geslacht is parafyletisch, afgeleid van Simosthenurus.

### Dieet en kiespatronen
Deze dieren leefden naast moderne soorten kangoeroe, maar waren gespecialiseerd in een dieet van bladeren van bomen en struiken. Van hun robuuste schedelarchitectuur en verkorte gezichten is gedacht dat ze verband houden met toegenomen massameterspieren die worden gebruikt om voedsel te kauwen. Dentaire microbekleding van P. goliah ondersteunt een graasdieet. Grote bicuspiden, gekartelde tandkronen en een massieve benige kaak aanwezig in het fossiele bewijs van P. goliah zouden een aanzienlijke hoeveelheid bladvoer moeten verwerken en verteren. Stabiele isotopische gegevens suggereren dat het dieet bestond uit planten met behulp van een C4 fotosynthetische weg, meestal geassocieerd met grassen. In dit geval werden echter chenopode zoutstruiken gevonden in semi aride Australië beschouwd als een meer waarschijnlijke bron van de C4-handtekening. Een intensivering van de droogte tijdens de tweede helft van het Pleistoceen propageerde de evolutionaire progressie van P. goliah om zich aan te passen aan een overvloed aan droge vegetatie.
Bewijs dat P. goliah de meest verspreide soort onder de macropodiden uit het Pleistoceen over het hele continent was, toont aan dat deze soort was aangepast aan een zwaarder dieet dan enig ander uitgestorven sthenurine uit het Pleistoceen. Net als Macropus giganteus heeft Procoptodon molaire patronen die aangeven dat ze een vergelijkbaar, grasachtig, herbivoor dieet hadden (in tegenstelling tot bladeren) en grazers waren, maar het bepalen van specifieke diëten en de voorkeur van uitgestorven herbivoren is weliswaar moeilijk. Door de studie van de isotopische samenstelling van Procoptodon goliah zijn tandglazuur, naast biomechanische botkenmerken, aanwijzingen in de voeding en voedingsgedrag afgeleid. De osteologische kenmerken leveren het bewijs van het vermogen van P. goliah om vezelige groenten en zoutconsumptie te verwerken. Dit leidt op zijn beurt tot de overtuiging dat de soort dicht bij een waterbron moest zijn om de zoutinname aan te kunnen; tegelijkertijd beginnen er echter enkele theorieën te ontstaan dat overblijfselen van ledematen duiden op het vermogen om afstanden af te leggen, zowel van als naar waterbronnen.

## Mogelijke factoren voor uitsterven
Het geslacht was aanwezig tot ten minste ongeveer 50.000 jaar geleden voordat het uitstierf, hoewel er enig bewijs is dat het tot 18.000 jaar geleden heeft overleefd. Het uitsterven ervan kan te wijten zijn geweest aan klimaatveranderingen tijdens het Pleistoceen of aan menselijke jacht. Degenen die de hypothese van een door mensen gemedieerd uitstervingsproces ondersteunen, citeren dat de aankomst van mensen naar continentaal Australië plaatsvond rond dezelfde tijd als de verdwijning van deze soort. Meer bewijs dat dit uitsterven werd vergemakkelijkt door menselijke interactie is dat de periode waarin het uitsterven plaatsvond, werd gekenmerkt door een relatief stabiel klimaat. In het fossielenbestand is echter geen bewijs gevonden van predatie of consumptie van P. goliah door mensen. Er is echter nieuw bewijs gevonden dat aantoont dat mensen 10.000-15.000 jaar vóór uitsterven arriveerden.
Sommige onderzoekers hebben gespeculeerd dat de vervanging van voedzame, vuurgevoelige planten door minder brandbare, minder voedzame flora veroorzaakt door menselijke, op brand gebaseerde ontbossing in Australië een grote rol speelde in P. goliah en andere Australische megafauna uitstervingen ongeveer 50.000 jaar geleden. Het dieet van P. goliah, vooral chenopoden en vooral Atriplex, was echter minder brandbaar en bleef grotendeels onaangetast door vuur. Deze voedingspatronen weerleggen theorieën dat het uitsterven van P. goliah grotendeels te wijten was aan een vermindering van de voedselvoorziening door vuur. Tegelijkertijd was vanwege de langwerpige fokcycli van de kangoeroes hun vermogen om het aantal populaties na menselijke predatie te vergroten zeer beperkt.

### Omgevingsfactoren
Van kangoeroes die in droge, droge omgevingen leven, is aangetoond dat ze hogere dichtheden van tandglazuur vertonen, veroorzaakt door indirecte hydratatie door het consumeren van kruidachtige planten. Lagere niveaus van dit glazuur in P. goliah-tanden gevonden in gebieden met vergelijkbare omgevingsparameters in vergelijking met de moderne grazende kangoeroe suggereert dat het veel meer afhankelijk was van vrijstaande waterbronnen zoals meren en beken.
Gezien de grotere omvang van P. goliah en de neiging om grotere, vrijstaande waterbronnen te bevoordelen, zouden episodische droogtes met 55.000 jaar geleden in het zuidelijke binnenland van Australië de bevolking zeker hebben getroffen. Uit records blijkt echter dat dergelijke droogte deze regio de afgelopen 7 miljoen jaar had gekenmerkt, waarbij P. goliah meerdere intens droge afleveringen overleefde tijdens deze periode. Elke periode van significante dalingen in regenval vond niet plaats tot 5000 - 10.000 jaar na het geschatte uitsterven van de P. goliah 45.000 - 50.000 jaar geleden, 20.000 jaar vóór het laatste glaciale maximum van hoge droogte. Deze factoren weerleggen speculaties dat dergelijke droogtes een belangrijke rol hadden kunnen spelen bij het uitsterven van P. goliah.
Enig bewijs ondersteunt beide beweringen dat het uitsterven van P. goliah mogelijk te wijten was aan klimaatveranderingen tijdens het Pleistoceen of aan menselijke jacht. P. goliah, sterk afhankelijk van vrijstaand water, was kwetsbaarder voor droogte. Dit kan verklaren waarom de rode kangoeroe de toenemende droogte overleefde en Procoptodon goliah niet. Er zijn echter ook aanwijzingen dat mensen een aanzienlijke invloed kunnen hebben op het uitsterven van P. goliah. De behoefte van P. goliah aan een constante vrijstaande waterbron, plus zijn hoogte en zijn gemeenschappelijke habitat in open struikland, maakte de P. goliah meer opvallend voor de menselijke jagers, waardoor hij kwetsbaar werd voor mensen die ook watergebonden waren zoals Procoptodon.